# イカルバス

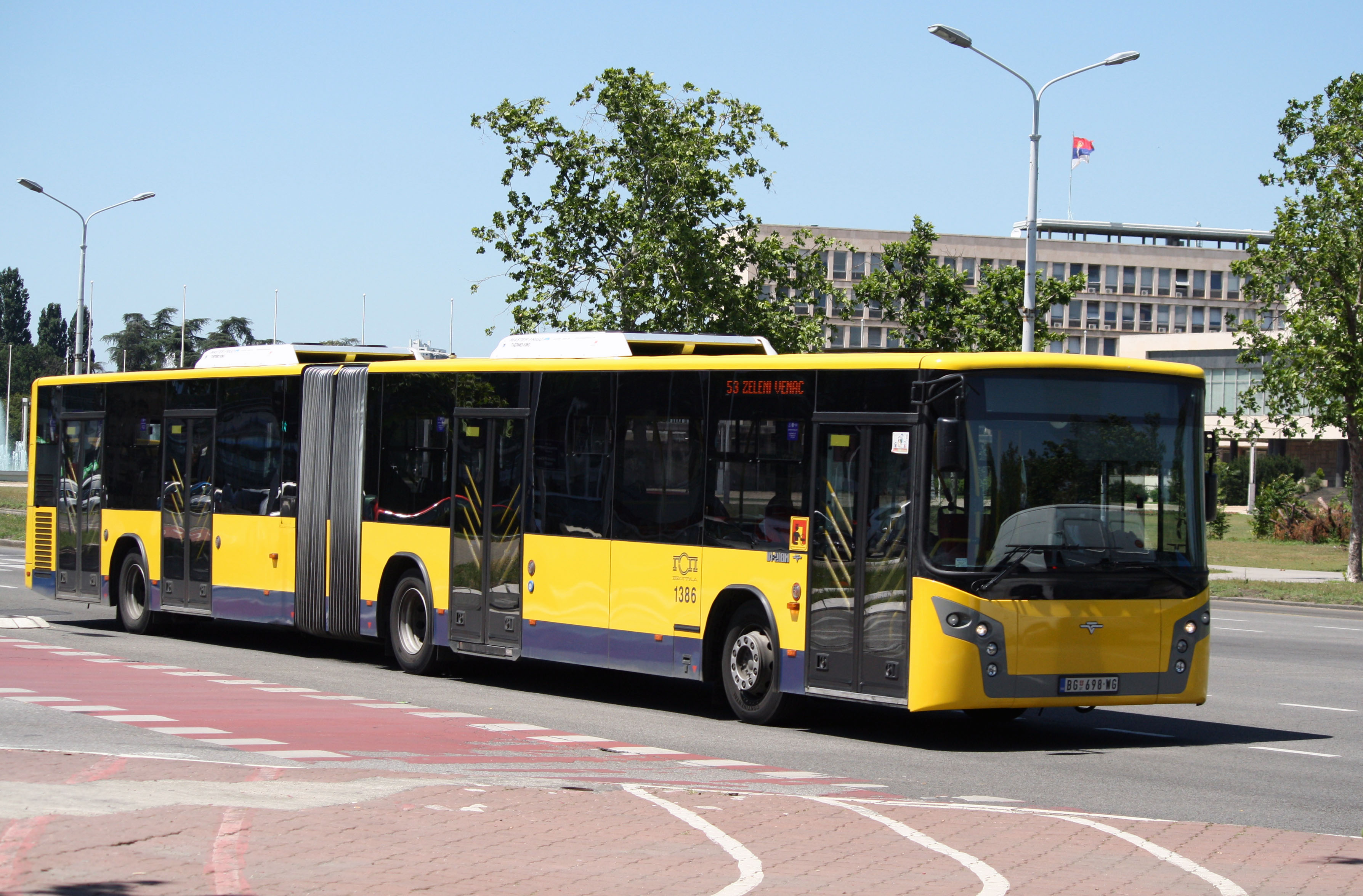
ノンステップ2車体連節車IK-218M（GSPベオグラードの所属車両）

イカルバス（セルビア語:Икарбус / Ikarbus）は、セルビア共和国のバス車両メーカーである。

## 概要
1923年に航空機メーカーとして設立され、1954年からバス製造を開始した。
設立以来、社名は「イカルス」（Ikarus）としていたが、ハンガリーに同名のバス車両メーカーが存在することから、1993年に現社名の「イカルバス」（Ikarbus）に改称している。
GSPベオグラードをはじめとするセルビア国内のバス事業者向けを中心に、各種バス車両を製造している。近年はGSPベオグラードの車両更新計画に対応し、ノンステップバスやCNGバスの製造も行っている。
本社所在地は、ベオグラード市ゼムン区。

## 主要車種

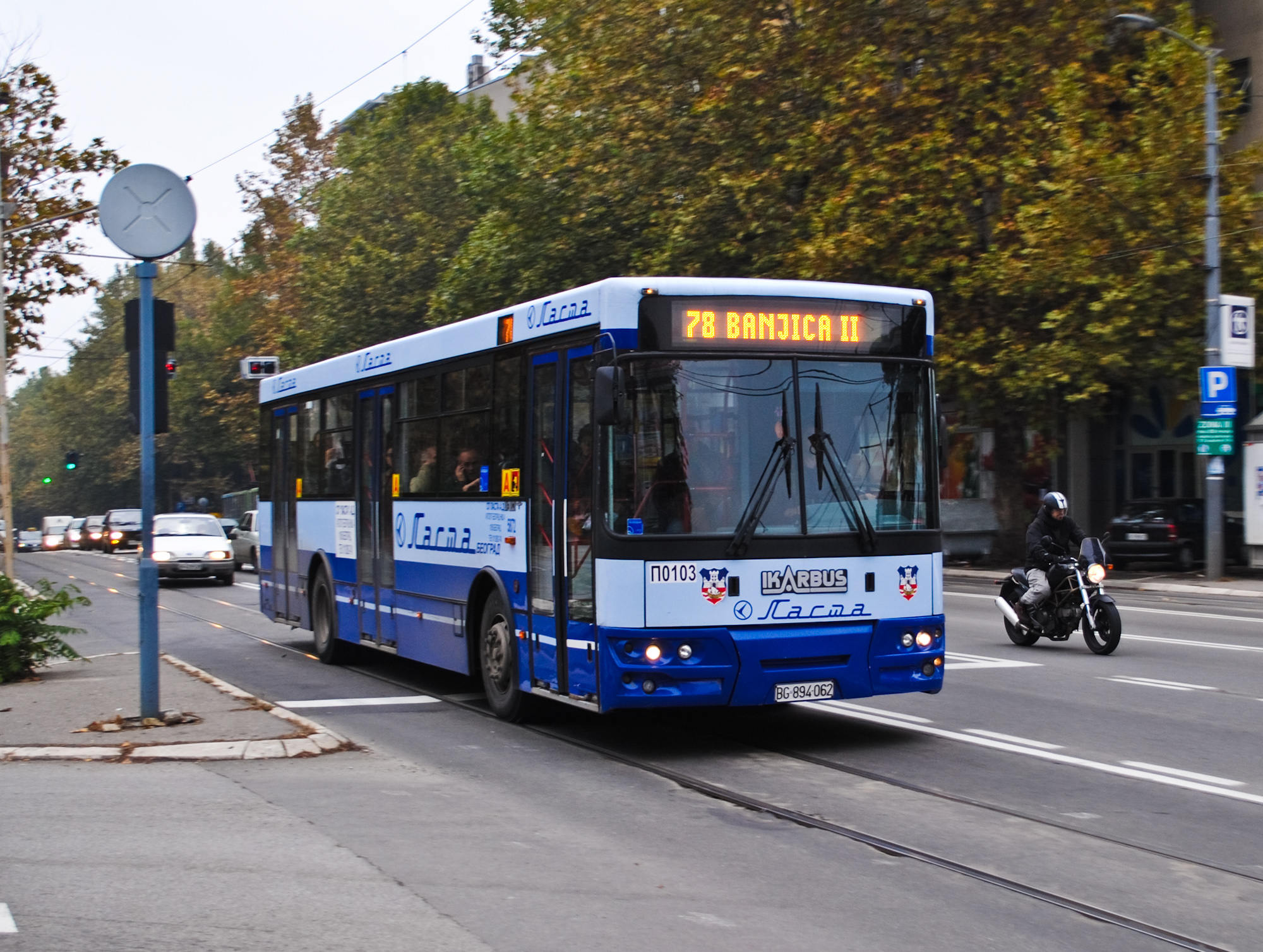
IK-103（ラスタ・ベオグラード（:en:Lasta Beograd）の所属車両）

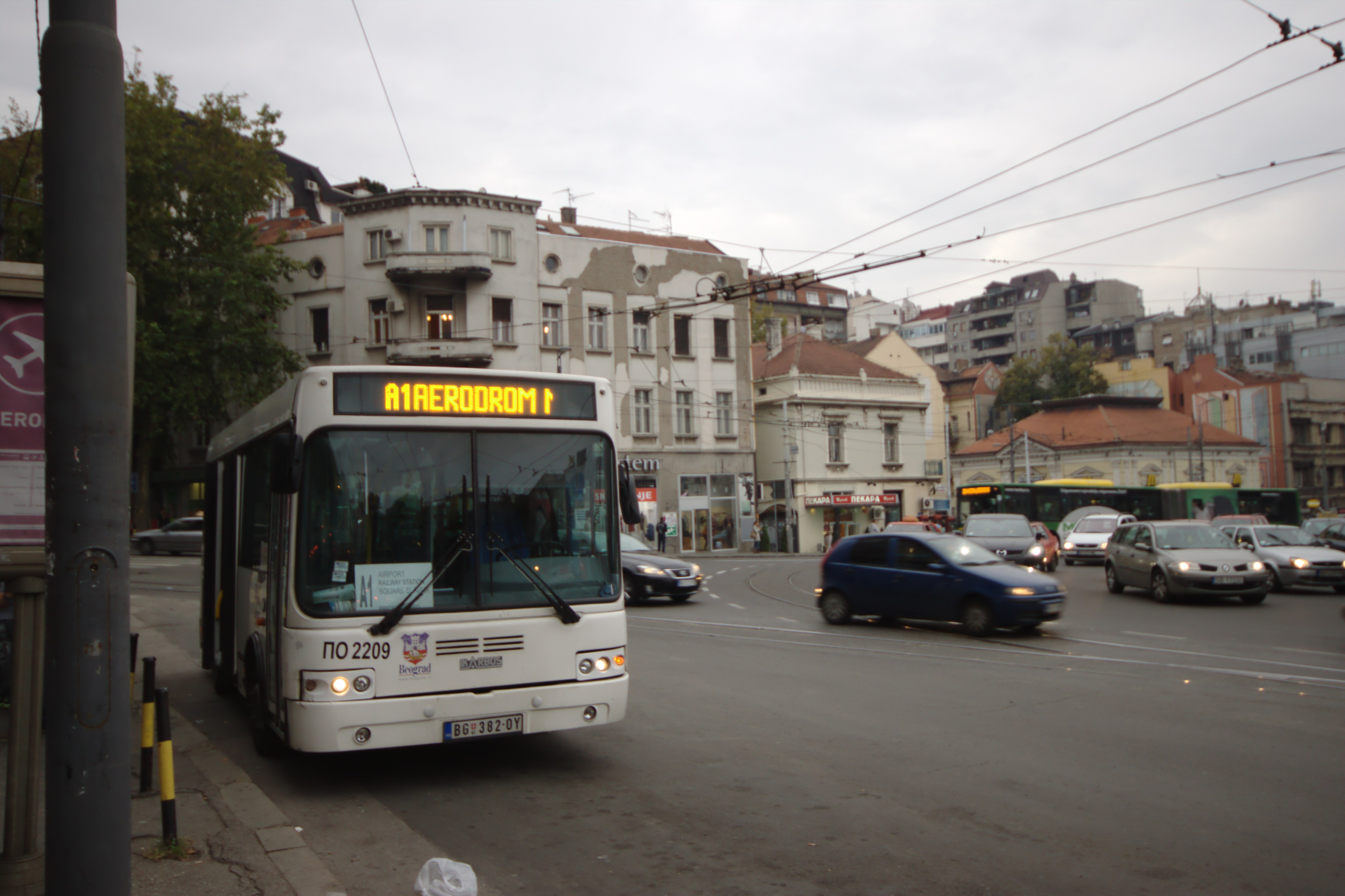
IK-107（ベオグラード市内-空港間連絡バスへの使用車両）

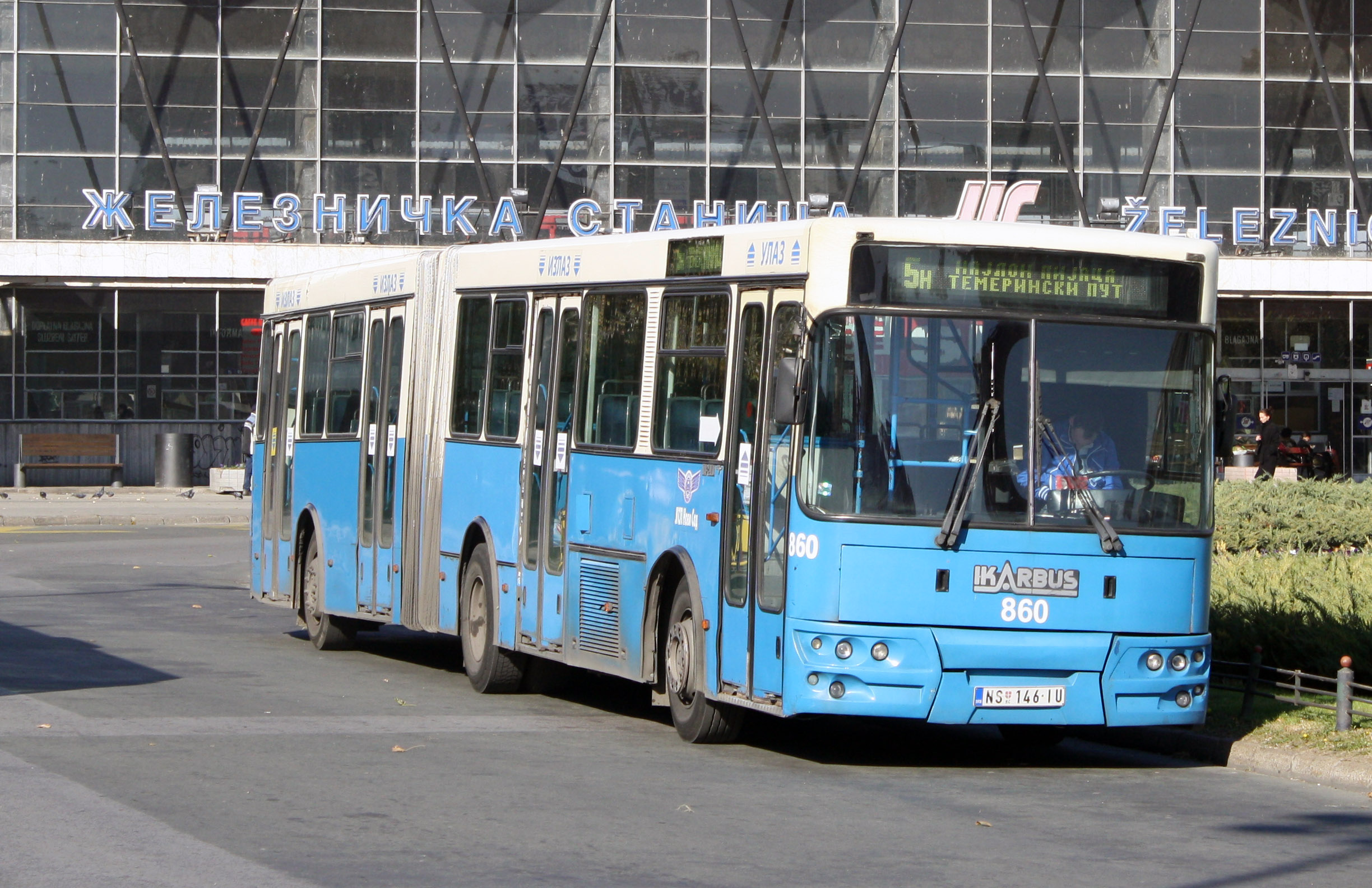
IK-201（JGSPノヴィ・サドの所属車両）

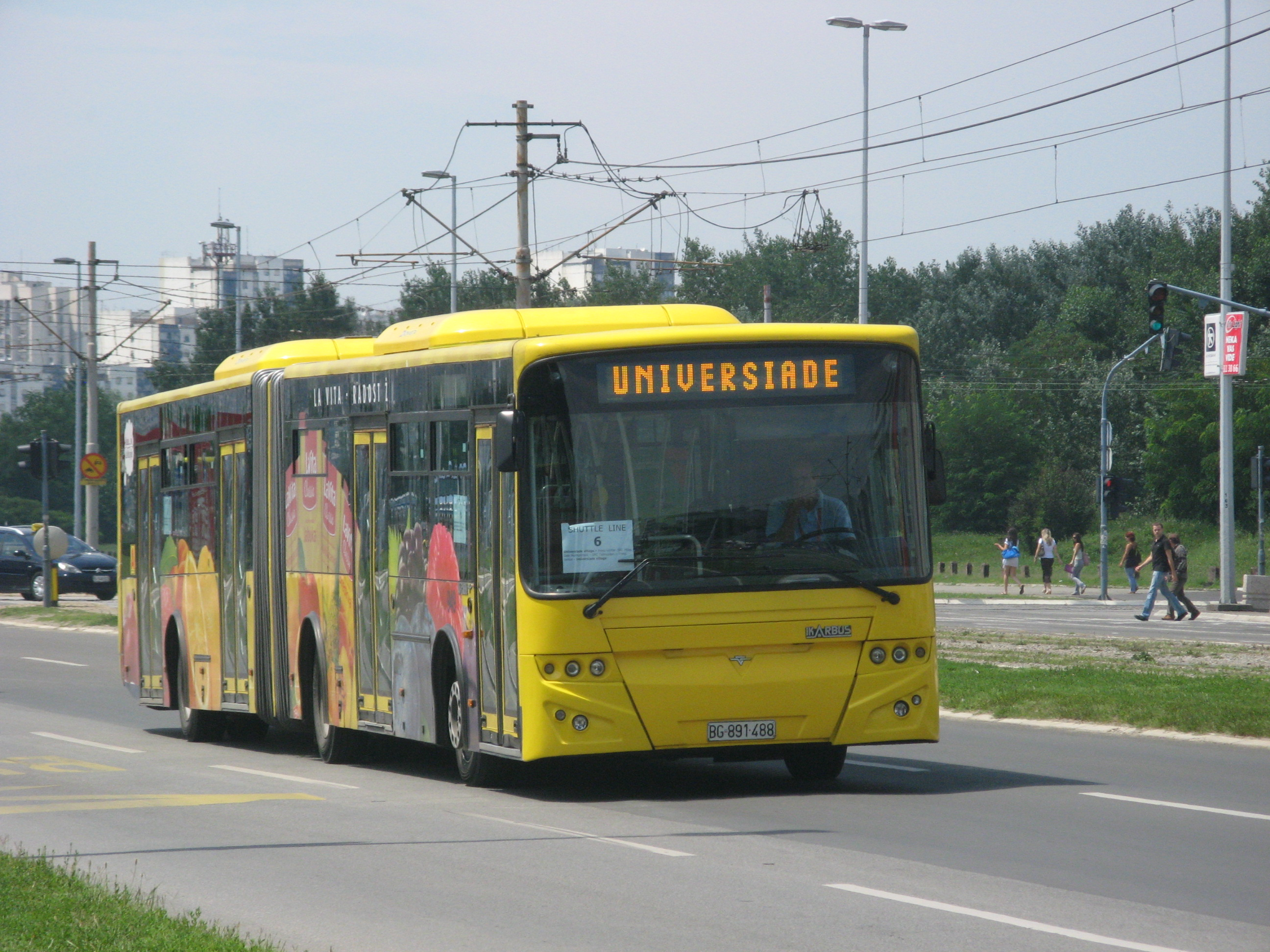
IK-218N（GSPベオグラードの所属車両）

車名は「IK-車種コード（3桁）」で構成される。車種コードは百位の数字が車種分類を表し、1（IK-1xx）は単車バス、2（IK-2xx）は連節バス、3と4（IK-3xx、IK-4xx）は長距離・貸切バスを意味する。
- IK-101 （MAN製エンジン）
- IK-102 （RABA製エンジン）
- IK-103 （MAN製又はメルセデス・ベンツ製エンジン）
- IK-103CNG （CNGバス）（環境規制ユーロ5基準適合）
- IK-112N （MAN製エンジン）（ノンステップバス）
- IK-107
- IK-201 （MAN製エンジン）
- IK-202 （RABA製エンジン）
- IK-203 （メルセデス・ベンツ製エンジン）
- IK-206 （MAN製エンジン）
- IK-218N （MAN製エンジン）（ノンステップバス）
- IK-218M （MAN製エンジン）（ノンステップバス）
- IK-308
- IK-312
- IK-412
- IK-415

## 航空機製造事業（1961年まで）
1923年にイカルス社として設立された当時、事業の中心は航空機製造であった。外国製航空機のライセンス生産を経て自社設計・開発機を手がけるようになり、第2次世界大戦による中断をはさみつつ、練習機イカルス アエロ2や単発戦闘機S-49などを製作した。1950年代にはユーゴスラビア初のジェット機・イカルス451Mの開発も行っている。その後、イカルス社の航空機製造事業は、モスタルに設立されたSOKO社（en:SOKO）に移管されることとなり、1961年に航空機製造部門を同社へ移管し、事業から撤退した。
なお、SOKO社は、練習機G-4や攻撃機J-22などの開発・生産を手がけたものの、1990年代に至ってボスニア・ヘルツェゴビナ紛争の激化により操業は困難となり、1992年に閉鎖となった。SOKO社の航空機事業はパンチェヴォのUTVA社（en:Utva Aviation Industry）に承継されたが、その後はSOKO社開発機の新造は行われていない。